# Punama
Punama (nep. पुन्मा) – gaun wikas samiti w zachodniej części Nepalu w strefie Bheri w dystrykcie Jajarkot. Według nepalskiego spisu powszechnego z 2001 roku liczył on 1133 gospodarstw domowych i 6638 mieszkańców (3226 kobiet i 3412 mężczyzn).